# Mattiastrum stenolophum
Mattiastrum stenolophum är en strävbladig växtart som beskrevs av August Brand. Mattiastrum stenolophum ingår i släktet Mattiastrum och familjen strävbladiga växter. Inga underarter finns listade i Catalogue of Life.